# Кинишба
Кинишба — руины огромного, 600-комнатного посёлка-пуэбло на востоке штата Аризона, существовавшего в 13—14 веках н. э. Памятник интересен тем, что сочетает черты культур Могольон и Анасази, являющихся предками современных народов хопи и зуни. Часть помещений доступна для посещения туристами, часть закрыта из-за аварийного состояния.
Руины Кинишба расположены в живописной аллювиальной долине близ г. Уайтривер в штате Аризона — административного центра племени апачей Белых гор.
Вероятно, Кинишба является поселением под названием Чиситикале (Chiciticale), которое упоминается в отчётах об экспедиции 1540—1541 годов Ф. Васкеса де Коронадо. Как и другие поселения древних пуэбло, Кинишба была заброшена в конце 14 — начале 15 века в результате крупной засухи и миграции пуэбло.
В 1931—1940 годах здесь проводил раскопки Байрон Каммингз из Аризонского университета. Вплоть до 1964 года Кинишба не относилась к национальным историческим достопримечательностям, несмотря на ходатайства Каммингза, из-за чего памятник пришёл в плохое состояние. Ограниченная реставрация была проведена в 2005—2007 годах. Памятник находится в управлении администрации племени апачей Белых гор.